# Malaincourt
Malaincourt (1793 noch mit der Schreibweise Mallaincourt) ist eine französische Gemeinde mit 80 Einwohnern (Stand: 1. Januar 2022) im Département Vosges in der Region Grand Est (bis 2015 Lothringen). Die Gemeinde gehört zum Arrondissement Neufchâteau und zum Gemeindeverband Terre d’Eau.

## Geografie
Malaincourt liegt am nordöstlichen Rand der Landschaft Bassigny, etwa 20 Kilometer südsüdöstlich von Neufchâteau und 18 Kilometer westlich von Vittel am Fluss Anger. Nach Nordwesten greift das Gemeindegebiet schlauchartig weit auf einen bewaldeten Höhenzug (Bois des Roches) mit dem 491 m hohen Le Clémont aus. Umgeben wird Malaincourt von den Nachbargemeinden Lemmecourt und Hagnéville-et-Roncourt im Norden, Morville im Nordosten, Vaudoncourt im Osten, Aingeville im Süden, Médonville im Westen sowie Gendreville im Nordwesten.

## Bevölkerungsentwicklung
| Jahr      | 1962 | 1968 | 1975 | 1982 | 1990 | 1999 | 2007 | 2019 |
| Einwohner | 126  | 119  | 112  | 100  | 93   | 93   | 90   | 81   |

Im Jahr 1891 wurde mit 224 Bewohnern die bisher höchste Einwohnerzahl ermittelt. Die Zahlen basieren auf den Daten von INSEE.

## Sehenswürdigkeiten
- Kirche Saint-Laurent
- monumentales Wegekreuz aus dem 16. Jahrhundert, Monument historique[3]

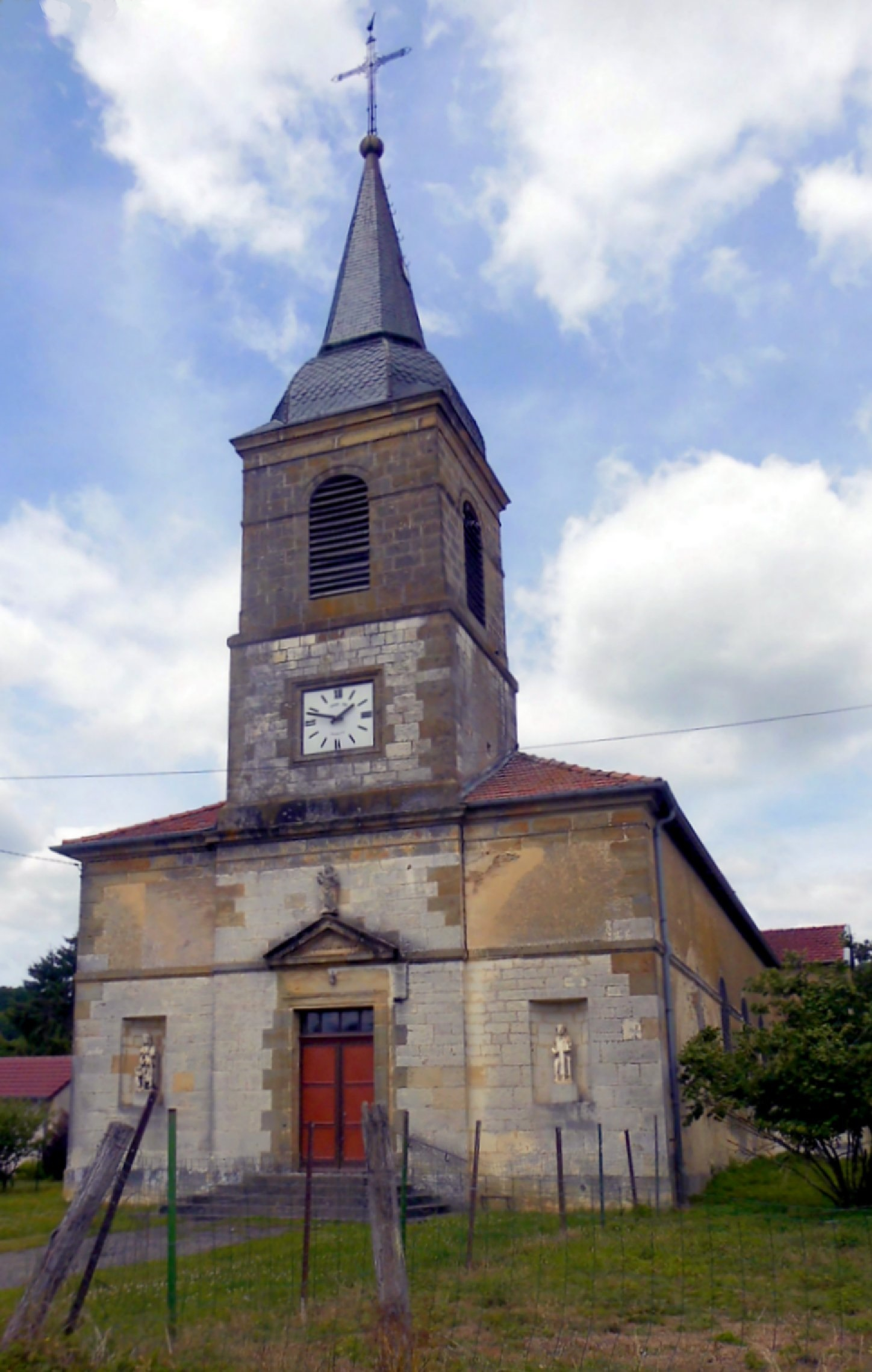
Kirche Saint-Laurent
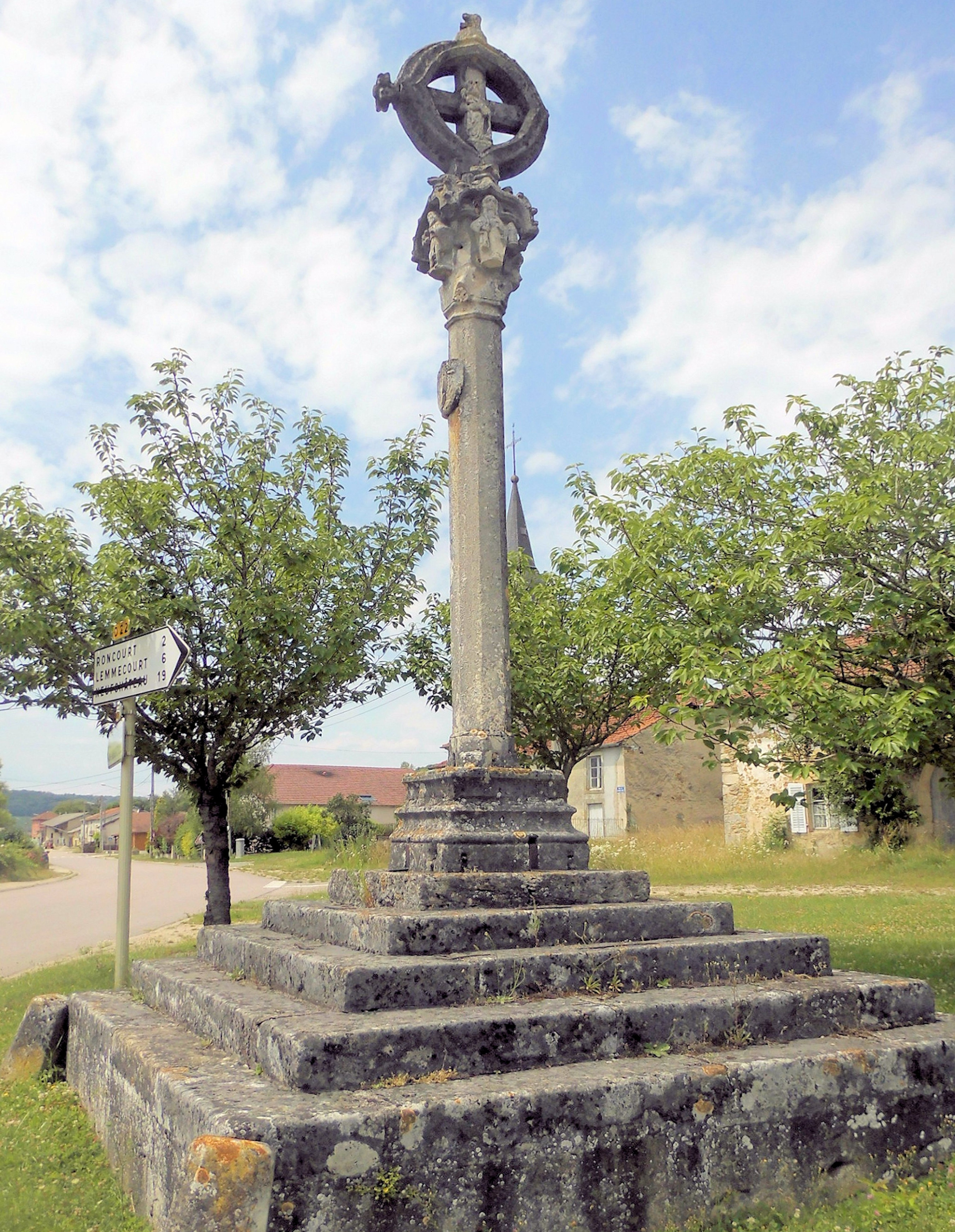
Monumentales Wegekreuz

## Wirtschaft und Infrastruktur
Neben drei Landwirtschaftsbetrieben (Rinderzucht, Milchviehhaltung) gibt es in Malaincourt ein Sägewerk der Firma SCIERIE PERRU JEAN SA.
Malaincourt ist mit seinen Nachbargemeinden durch schmale Nebenstraßen verbunden. Sechs Kilometer östlich von Malaincourt besteht ein Anschluss an die Autoroute A31 (Ausfahrt Bulgnéville).

## Belege
1. ↑  Ortsname auf cassini.ehess.fr (französisch)
2. ↑  Malaincourt auf INSEE
3. ↑  Croix de chemin in der Base Mérimée des französischen Kulturministeriums (französisch)